# Melanophilharmostes

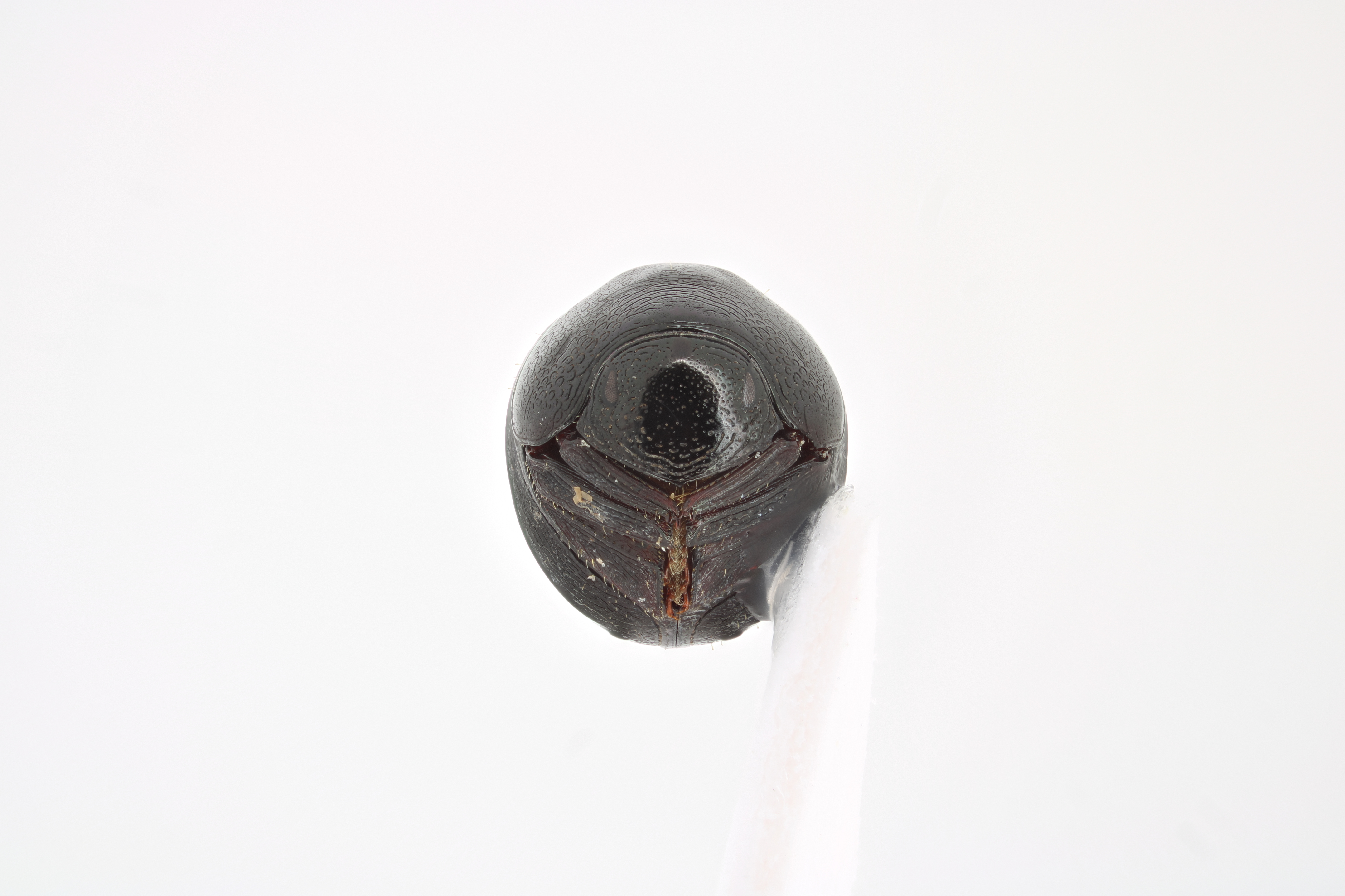

Melanophilharmostes (лат.) — род жуков-гибосорид из подсемейства Ceratocanthinae (Hybosoridae). Африка. Известно около 20 видов. Способны к сворачиванию в шар.

## Описание
Мелкие жуки-гибосориды (около 4 мм), от черного до коричневого цвета, с однородной морфологией. Голова субпентагональная. Дорсальная глазная область всегда присутствует и нормально развита; педицель усиков прямой или слегка изогнутый. Щёчный кант полный, передние голени прямые. Тесно связан с Pseudopterorthochaetes, хотя взаимная монофилия обоих родов сомнительна. В лесной подстилке, в саванне и в гнездах термитов. Способны к сворачиванию в шар путем отклонения головы и переднеспинки и прижимания ног.

## Систематика
Известно около 20 видов. Род был впервые описан в 1968 году. Включён в состав трибы Ceratocanthini из подсемейства Ceratocanthinae (Hybosoridae).
- Melanophilharmostes ashantii Paulian, 1974[4]
- Melanophilharmostes bicarinatus Paulian, 1974
- Melanophilharmostes burgeoni (Paulian, 1946)
- Melanophilharmostes carinatus Paulian, 1974
- Melanophilharmostes carvalhoi Martinez, 1970
- Melanophilharmostes demirei Paulian, 1977[5]
- Melanophilharmostes donisi (Basilewsky, 1955)
- Melanophilharmostes endroedyi Paulian, 1968[6]
- Melanophilharmostes ghanae Paulian, 1974
- Melanophilharmostes ocellatus Paulian, 1968
- Melanophilharmostes palustris Petrovitz, 1968[7]
- Melanophilharmostes poggii Ballerio, 2016[8]
- Melanophilharmostes posthi (Paulian, 1937)
- Melanophilharmostes pseudoposthi Paulian, 1977
- Melanophilharmostes puncticeps (Paulian, 1946)
- Melanophilharmostes pygmaeus Petrovitz, 1968
- Melanophilharmostes tuber Grebennikov, 2022[9]
- Melanophilharmostes vincenti Paulian, 1968
- Melanophilharmostes zicsii Paulian, 1968